# 浮丘伯
浮丘 伯（ふきゅう はく、生没年未詳）は、戦国時代から前漢初期にかけての儒学者。

## 経歴
斉の人物。楚で荀子の弟子となり儒学を学んだ。劉交・魯の申培公・白生・穆生らを教えたが、秦の始皇帝が焚書を行うに至り、弟子らはいったん浮丘伯のもとから辞去した。
漢帝国が成立すると、高祖劉邦は魯国を訪れて儒学者たちを召見した。浮丘伯と申培公はこの時、高祖に拝謁する栄誉に浴した。
呂后の時、浮丘伯は首都長安へ移り住んだ。かつて浮丘伯の弟子であった劉交は、高祖の弟として楚国の王とされていたが、次男の劉郢客を長安へ遣して浮丘伯に弟子入りさせた。劉交の死後、劉郢客が楚国の王となり、申培公を王子の教育係に任命した。

## 参考
- 『史記』儒林列伝
- 『漢書』楚元王伝
- 『漢書』儒林伝
- 『漢書』芸文志